# Eulogy
Eulogy («elogi fúnebre») és una pel·lícula coproduïda entre els Estats Units, el Regne Unit i Alemanya, escrita i dirigida per Michael Clancy, i estrenada el 2004.

## Argument
Kate Collins (Zooey Deschanel) és una estudiant universitària infeliç que se sent encara pitjor quan el seu avi (Rip Torn) mor. Tot i que semblen odiar-se entre ells, els membres de la família es reuneixen a Rhode Island a casa la mare vídua (Piper Laurie) mentre preparen el funeral. Kate es retroba amb el seu amic d'infància Ryan Carmichael (Jesse Bradford), i observa una guerra entre el seu pare (Hank Azaria), un antic actor porno, el seu oncle Skip (Ray Romano), la seva tieta lesbiana Lucy (Kelly Preston) i la seva estricta tieta Alice (Debra Winger). Els plans de boda entre Lucy i la seva xicota Judy (Famke Janssen) semblen incendiar encara més la neuròtica Alice, i la matriarca comet un parell d'intents de suïcidi. Les tensions s'intensifiquen encara més i es revelen els secrets familiars. Amb tot, Kate es veu atabalada per l'obligació d'escriure l'elogi fúnebre (eulogy, en anglès), ja que sembla l'única capaç de fer-lo car ningú no té bons records del difunt.

## Repartiment
- Zooey Deschanel: Kate Collins
- Hank Azaria: Daniel Collins
- Famke Janssen: Judy Arnolds
- Piper Laurie: Charlotte Collins
- Paget Brewster: Lily
- Jesse Bradford: Ryan Carmichael
- Glenne Headly: Samantha
- Kelly Preston: Lucy Collins
- Ray Romano: Skip Collins
- Rip Torn: Edmund Collins
- Debra Winger: Alice Collins
- Allisyn Ashley Arm: filla d'Alice
- Matthew Feder: fill d'Alice
- Jordan Moen: filla d'Alice
- Curtis Garcia: Fred Collins
- Keith Garcia: Ted Collins